# ヴィクトリアン・アングバン
ベカンティ・ヴィクトリアン・アングバン（Bekanty Victorien Angban 、1996年9月29日 - ）は、コートジボワール・アビジャン出身のプロサッカー選手。コートジボワール代表。FCディナモ・マハチカラ所属。ポジションは、ミッドフィールダー。

## クラブ経歴

### チェルシー
2012年、トライアルを経てチェルシーFCの下部組織に入団。2015年、プロ契約を締結。

### シント＝トロイデン
2015年7月14日、ベルギーのシント＝トロイデンVVへのレンタル移籍が発表された。シーズン開幕戦のクラブ・ブルッヘ戦で64分から途中出場しプロデビューを果たした。試合には2-1で勝利した。8月8日のKVオーステンデ戦で初スタメン。9月27日のRSCアンデルレヒト戦で初退場。2016年1月29日のアンデルレヒト戦で再び退場処分。3月5日のクラブ・ブルッヘ戦で三度目の退場処分を受けた。

### グラナダ
2016年7月23日、スペインのグラナダCFへのレンタル移籍が発表された。9月16日のレアル・ベティス戦で移籍後初出場。

### メス
2018年7月、リーグ・ドゥのFCメスにレンタル移籍。2019年4月、600万ユーロでFCメスに完全移籍。

### ソチ
2021年7月3日、PFCソチに移籍。

## 代表歴
各世代でコートジボワール代表に選出されている。U20代表の一員として参加した2015アフリカユース選手権では決勝戦でゴールを挙げた。
2015年10月2日、A代表初招集。